# 埃安 (上索恩省)
埃安（法語：Éhuns，法語發音：[e.œ̃]）是法国上索恩省的一个市镇，属于吕尔区。

## 地理
埃安（47°46'22"N, 6°18'45"E）面积5.53 平方千米，位于法国勃艮第-弗朗什-孔泰大區上索恩省，该省份为法国东部内陆省份，北起顺时针与孚日省、贝尔福地区省、杜省、汝拉省、科多尔省和上马恩省接壤。
与埃安接壤的市镇（或旧市镇、城区）包括：布勒什、博东库尔、维松库尔。
埃安的时区为UTC+01:00、UTC+02:00（夏令时）。

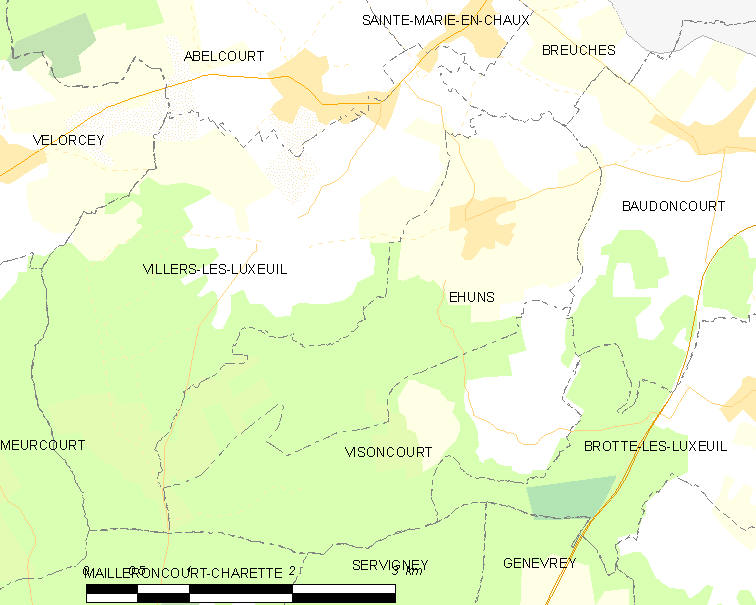
埃安的OSM定位图

## 行政
埃安的邮政编码为70300，INSEE市镇编码为70213。

## 政治
埃安所属的省级选区为瑟穆斯河畔圣卢县。

## 人口

1962-2008年间埃安人口变化图示

埃安于2022年1月1日时的人口数量为221人。